# Tomorrow We Live (1942)
Tomorrow We Live is een Amerikaanse misdaadfilm uit 1942 onder regie van Edgar G. Ulmer.

## Verhaal
De vader van Julie Bronson is de eigenaar van een café in de woestijn. Ze trekt ongewild de aandacht van de crimineel Alexander Martin, die in de buurt een nachtclub exploiteert. Hij chanteert de vader van Julie, omdat hij weet dat hij een ontsnapte gevangene is. Wanneer een rivaliserende bende de nachtclub van Martin kort en klein slaat, houdt hij de vader van Julie daarvoor verantwoordelijk. Hij schiet hem neer voor de ogen van Julie.

## Rolverdeling
| Acteur            | Personage               |
| ----------------- | ----------------------- |
| Ricardo Cortez    | Alexander Caesar Martin |
| Jean Parker       | Julie Bronson           |
| Emmett Lynn       | William Bronson         |
| William Marshall  | Lt. Bob Lord            |
| Rose Anne Stevens | Melba                   |
| Ray Miller        | Chick                   |
| Frank Hagney      | Kohler                  |
| Rex Lease         | Shorty                  |
| Jack Ingram       | Steve                   |
| Barbara Slater    | Blondje                 |
| Jane Hale         | Zangeres                |